# 莺谷中学及高等学校
35°25′27.3″N 136°46′1.9″E / 35.424250°N 136.767194°E
莺谷中学（鶯谷中学・高等学校）是在日本国岐阜县岐阜市的初中和高中。1903年作为缝纫女子学校被设立，第二次世界大战后，成为女子高中。1990年男女同校化，1996年初中并设也偷。设置专业有普通科和音乐专业。
作为該校的特征，中等部的学生，三年度去到英国进修旅行。同时，附近的山有被称呼为「学生会馆」的投宿设施，被該校的学生的进修和交流使用。
现在的学校长是长濑仁。营运母体是学校法人佐々木学园。